# Alessia Dipol
Alessia Afi Dipol (* 1. srpna 1995, Pieve di Cadore, Itálie) je sportovkyně italského původu reprezentující Togo v alpském lyžování. V letech 2010 až 2013 reprezentovala Indii, poté začala reprezentovat Togo, ačkoliv nemá na tuto zemi osobní vazby. Jedním z důvodů proč si pro reprezentaci vybrala právě tuto zemi byla skutečnost, že její otec zde vlastní textilku. Na zimních olympijských hrách v Soči v roce 2014 startovala ve slalomu a v obřím slalomu. V obřím slalomu skončila na 55. místě a slalom nedokončila. V Evropském poháru debutovala 4. února 2015 v San Candidu a ve Světovém poháru poprvé startovala 6. ledna 2018. Ani v jednom z těchto případu obří slalom nedokončila. Na zimní olympijské hry v roce 2018 byla nominována, ale odstoupila.